# Dazhou (köping i Kina, Henan)
Dazhou (kinesiska: 大周, 大周镇) är en köping i Kina. Den ligger i provinsen Henan, i den centrala delen av landet, omkring 58 kilometer söder om provinshuvudstaden Zhengzhou. Antalet invånare är 68 348. Befolkningen består av 32 715 kvinnor och 35 633 män. Barn under 15 år utgör 24,0 %, vuxna 15-64 år 67 %, och äldre över 65 år 8,0 %.
Genomsnittlig årsnederbörd är 710 millimeter. Den regnigaste månaden är juli, med i genomsnitt 149 mm nederbörd, och den torraste är januari, med 4 mm nederbörd.